# Porsche 911 (911)
Pour un article plus général, voir Porsche 911.
La Porsche 911 (ou 911 type G), dévoilée au public en 1974, est la deuxième génération de Porsche 911, sportive de prestige développée par le constructeur allemand Porsche.

## Conception
Afin de conquérir le marché américain, Porsche doit modifier la structure de carrosserie de ses voitures afin d'intégrer les spécifications de sécurité en vigueur aux États-Unis. Les pare-chocs sont redessinés en y intégrant une fixation sur des tubes déformables en cas de chocs mineurs. Ces pare-chocs  comprennent aux deux extrémités une pièce de caoutchouc en forme d'accordéon, ce qui va donner le sobriquet de Porsche à soufflets pour tous les modèles de 1974 à 1989 appelés aussi "type G".
À partir de 1976, Porsche commercialise la 3.0 Carrera et la SC. La première, distribuée sur deux années, dispose d'une injection KJetronic d'une puissance de 200 ch, pour son 6-cylindres à plat de 2 994 cm3. La SC, distribuée de 1978 à 1983, passera de 180 à 188 puis à 204 ch. Afin de satisfaire aux normes anti-pollution, une pompe à air peut être installée afin d'injecter l'air du compartiment moteur dans l'échappement, ce qui a pour but de diminuer la concentration des gaz en sortie d'échappement par augmentation du volume d'air total. La voiture satisfait 
ainsi aux normes anti-pollution américaines.
En 1984, les 911 Carrera avec leur 3.2-litres de 231 ch ont remplacé les SC qui sont devenues des pièces de collection. En 1982, les 911 Cabriolet font leur apparition. Lancées en 1989, les Carrera speedster évoquaient les 356 des années cinquante.
En 1981, la direction voulait mettre un terme à la 911 et privilégier les autres modèles de la marque. Cependant, la 911 va connaitre un renouveau, révélateur de l'attachement des clients pour ce modèle. La version Targa assuma seule le rôle de 911 découvrable jusqu’en 1982, date du lancement du cabriolet qui fut commercialisé en 1983. Ce dernier, d’abord équipé du 3,0 litres, accueillera le 3,2 litres l’année suivante, tout comme le coupé. Ce moteur affiche 231 ch, bien que les versions catalysées subissent une baisse de puissance avec 217 ch en Europe et 207 ch aux États-Unis.

## Moteur
En 1974, seul le moteur 2,7 L est commercialisé, en trois versions ; 150, 175 et 210 ch. Cette dernière version dénommée Carrera reprend exactement la motorisation de la 2,7 L RS de 1973. Dès 1974 jusqu'en 1977, Porsche va parallèlement commercialiser des voitures avec la motorisation 2,7 L et 3,0 L dénommée Carrera 3,0 L et développant 200 ch.
Par ailleurs, dès 1975, Porsche va produire une 911 turbocompressée dont la dénomination usine sera 930. Elle est prévue pour être fabriquée à 500 exemplaires en vue d'une homologation en groupe 5 FIA, mais, devant l'engouement suscité par ce modèle, l'usine de Zuffenhausen décide d'augmenter la production. La carrosserie reste semblable aux autres modèles de 911 mais les ailes sont plus larges avec un élargissement des voies avant de 60 mm et des voies arrière de 120 mm. Ce modèle est en outre équipé d'un spoiler arrière plus important assurant une portance négative à haute vitesse et d'un nouveau becquet avant.
La Porsche 911 SC, produite de 1977 à 1983, remplace les 2,7 L et la Carrera 3,0 L. Elle conserve la cylindrée de 3 litres et le bloc moteur de la Carrera, mais les arbres à cames et le vilebrequin sont différents. Le moteur est moins puissant (180 chevaux) mais avec plus de couple (27 kgm à 4 200 tr/min) et une nouvelle injection Bosch K JETRONIC, la consommation est sensiblement diminuée. Le passage à un modèle unique atmosphérique permet à Porsche de cibler une clientèle plus large en proposant une voiture plus facile à conduire notamment en ville, avec un moteur plus souple dès les bas régimes et une courbe de couple plus plate.

## Déclinaisons
- 1974/1975 : 911 2,7 L : 150 ch, 23 kgm de couple. 911S : 175 ch, 24 kgm de couple, injection K- jetronic. Carrera : 210 ch, injection mécanique couple de 26 kgm à 5 200 tr/min.

- 1975 : 930 Turbo 3 L : 260 ch.

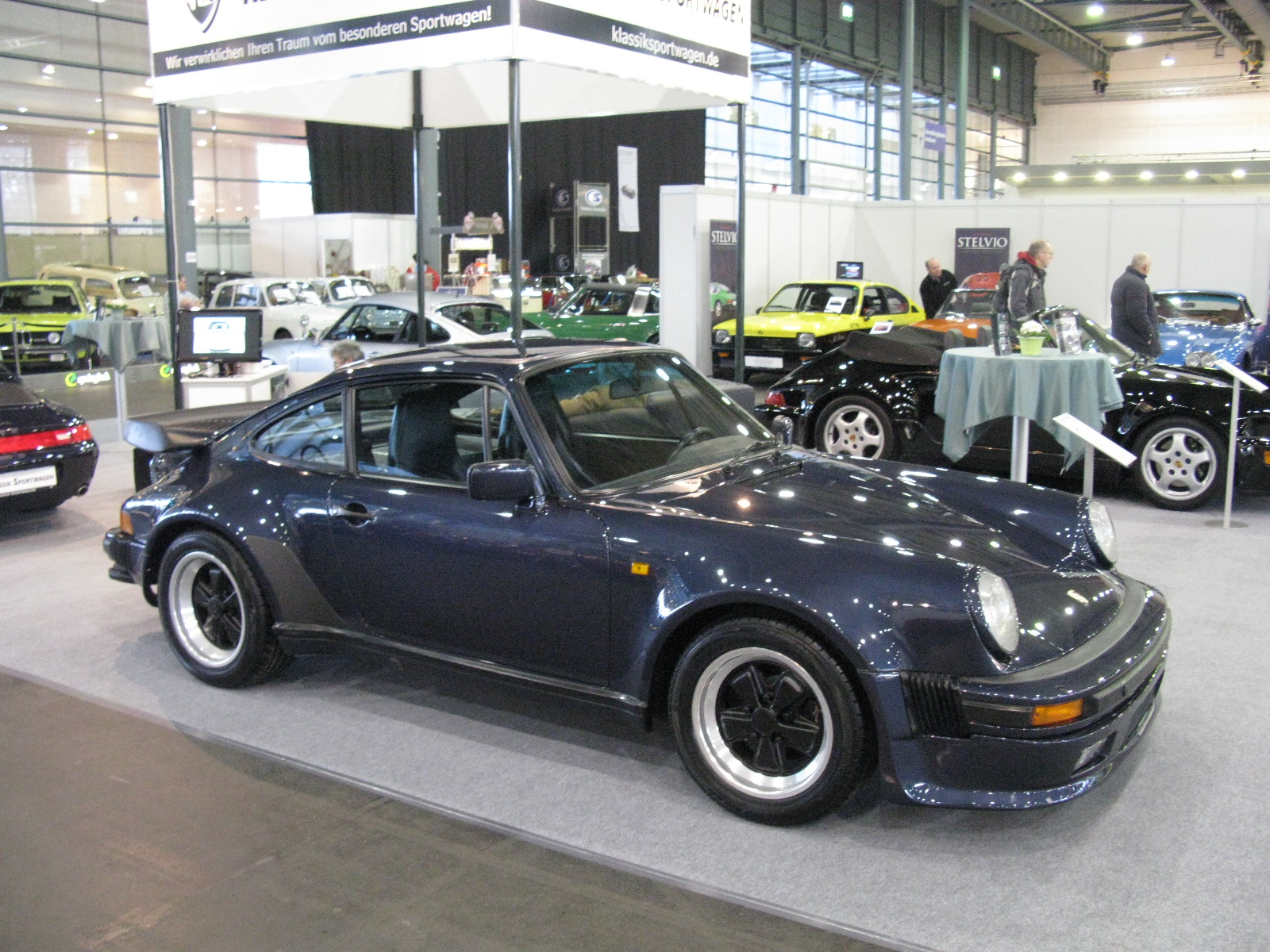
Porsche 930 Turbo de 1975

- 1976/1977 : 911  2.7 : 165 ch, 24 kgm de couple, arrêt de la 911 S sauf pour les États-Unis où elle n'affiche que 165 ch. Introduction en 1976 de la galvanisation totale à chaud qui résoudra les problèmes de rouille sur toute la gamme.

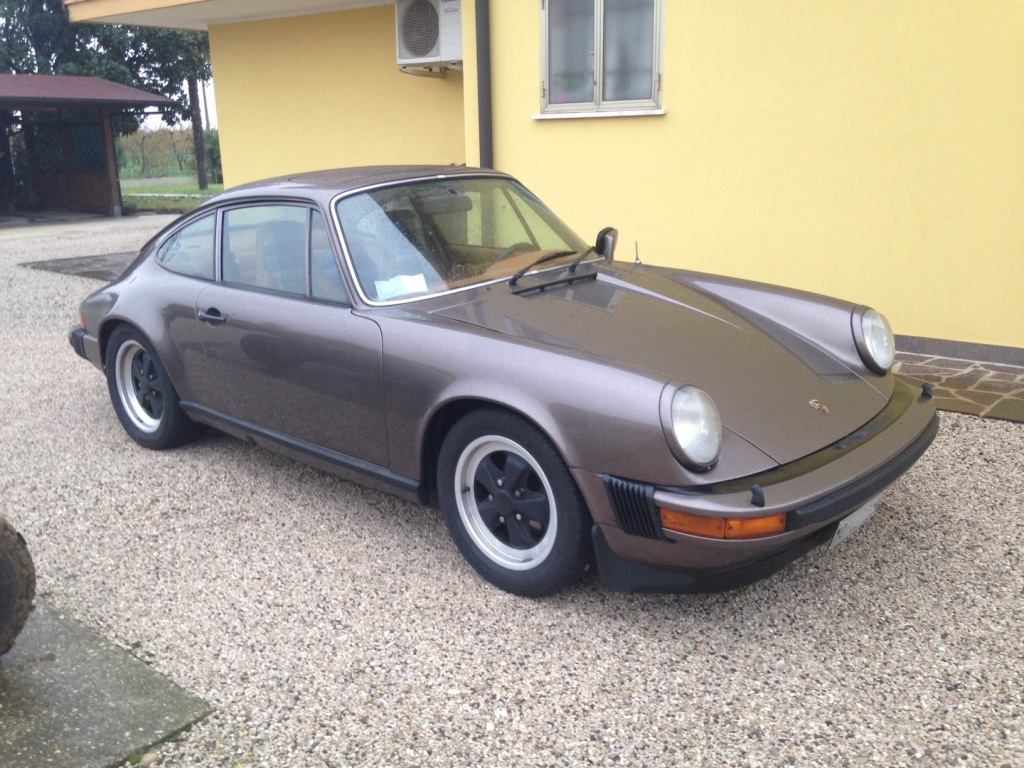
Porsche 911 Carrera 3.0 de 1976.

- 1976/1977 : la Carrera 2.7 et la Carrera 3 L : 200 ch, 26 kgm à 4 200 tours vont cohabiter sur le millésime 1976, date à laquelle la Carrera 2.7 termine sa carrière, remplacée par la Carrera 3 litres qui n'est produite que sur deux millésimes (76 et 77). Augmentation de cylindrée et passage à l'injection Bosch K-Jetronic (qui n'a rien d'électronique, c'est une injection mécanique en continu (« K » pour « kontinuirlich ») où le mélange air/essence est simplement aspiré par le moteur) à cause des normes anti-pollution, arrêt de l'injection mécanique entrainée par le moteur. Seule une centaine des dernières Carrera 2.7 fabriquées bénéficieront de la galvanisation à chaud. Ces deux modèles sont actuellement très recherchés, car il n'y a eu que 1 677 Carrera 2.7 litres Coupé et 660 Targa produites sur 3 millésimes, de même la Carrera 3 litres n'a été produite qu'à 2 566 exemplaires en Coupé et 1 125 Targa sur 2 millésimes. 76/77 2449+1868 exemplaires Coupé[pas clair].
- Août 1977 : introduction de la SC 3 L de 180 ch, couple de 27 kgm à 4 200 tr/min qui remplace les 2,7 L et Carrera 3 litres. Passage à un modèle unique atmosphérique. Le bloc moteur est le même que la Carrera 3 litres (issu du bloc de la turbo 930, qui est lui-même une évolution du bloc de la rarissime Carrera RSR 3.0 DE 1974). En revanche, le vilebrequin est différent, mieux dimensionné avec des masses d'équilibrage et des arbres à cames différents qui favorisent le couple à bas régime. La SC évolue en Europe, alors qu'elle reste toujours à 180 ch et 24 mkg pour les États-Unis avec la boîte 915/63 (deuxième plus longue, cinquième identique à la 915/61), gros butoirs de pare-chocs, etc.

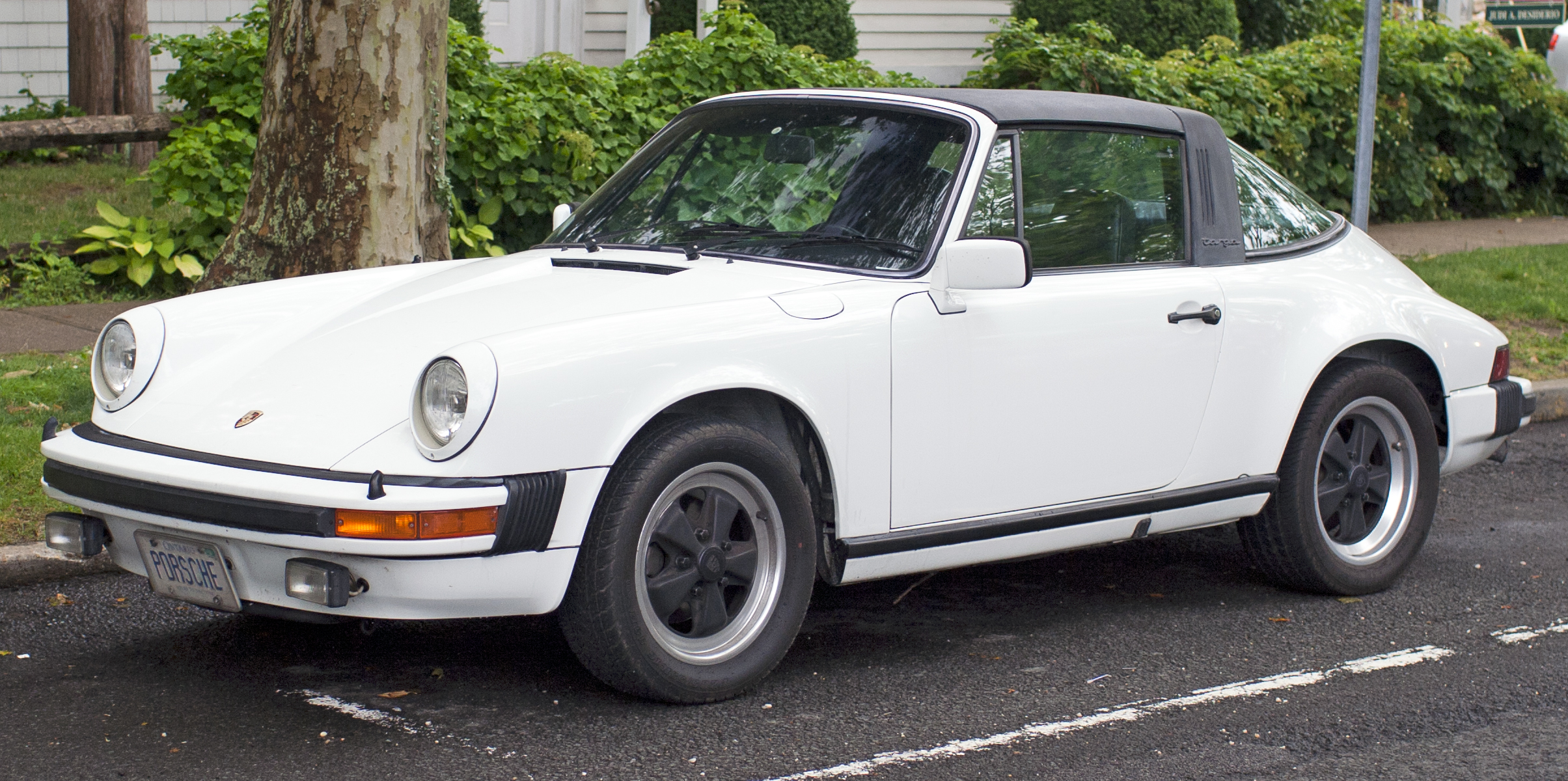
Porsche 911 SC Targa

- 1977 : 930 turbo de 300 ch avec une motorisation qui passe à 3,3 L.
- 1979 : SC de 180 ch aux États-Unis, de 188 ch en Europe à partir d'août 1979, millésime 1980 avec un  5e rapport allongé (boite 915/62).

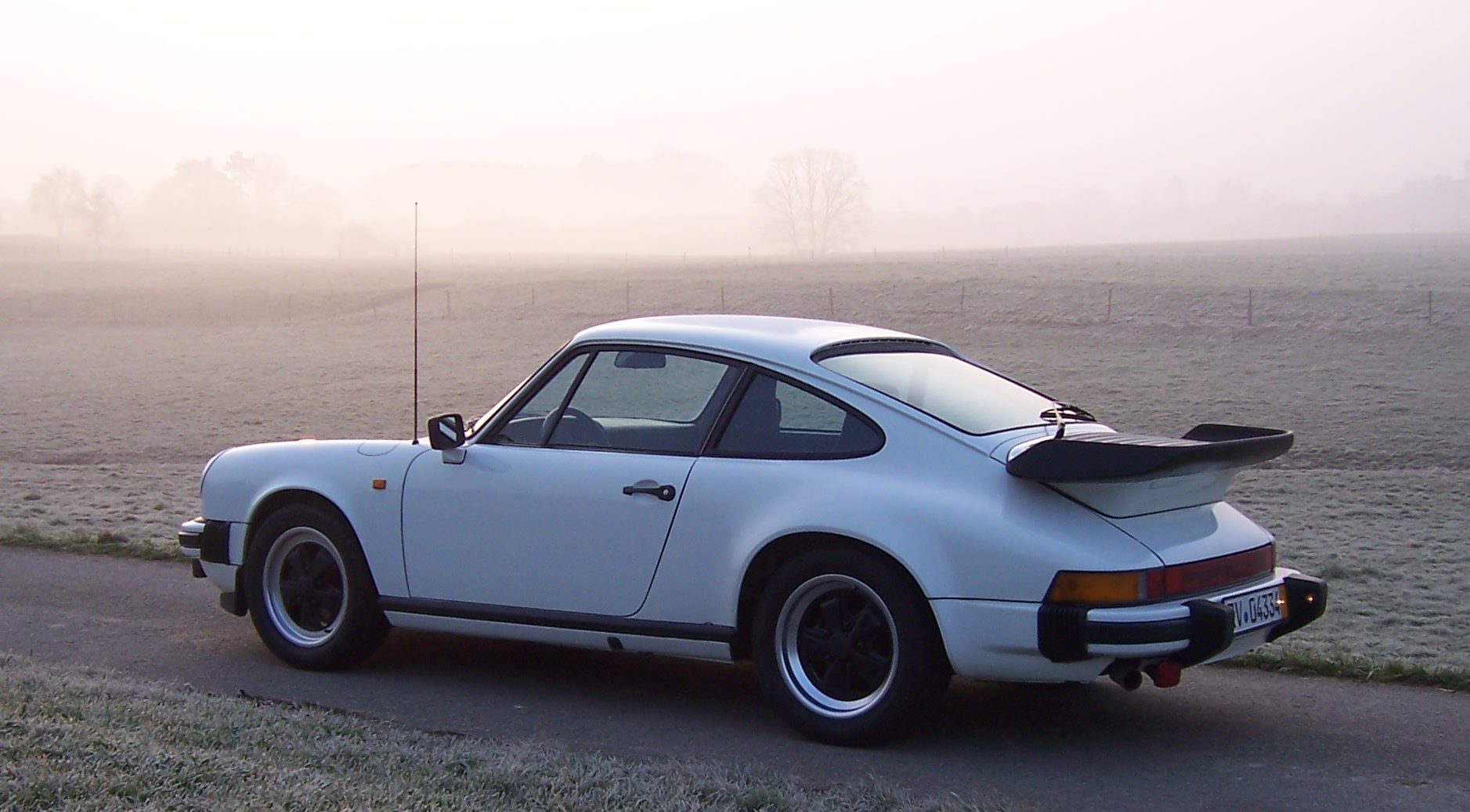
Porsche 911 SC de 1981

- 1981 à 1983 : SC de 180 ch aux États-Unis, de 204 ch en Europe, nouveaux pistons, compression plus élevée, canalisations d'injection en acier. Les arbres à cames de la Carrera 3 litres sont réutilisés, le couple est toujours de 27 kgm à 4 300 tr/min.

Après cinq années de production et 57 972 exemplaires fabriqués en Coupé, Targa et cabriolet, la SC, qui devait être la dernière 911, a ressuscité la marque. Les modèles à moteur avant (924, 928, 944), qui devaient « enterrer » la 911, péricliteront progressivement.
- 1984 : apparition de la Carrera 3,2 L, 231 ch, couple de 280 N m à 4 800 tr/min, la boîte 915 est conservée mais avec le quatrième et le cinquième rapports allongés (type 915/63). La gestion de l'allumage et de l'injection sont totalement électroniques (boitier Bosch motronic). Produite à près de 80 000 exemplaires de 1984 à 1989 en Coupé, Targa, Cabriolet et Speedster, la Carrera 3.2 cède la place à la 911 type 964.
- au millésime 1987 (août 1986), apparition de la boîte G50 avec des rapports modifiés et un embrayage hydraulique qui facilite le passage des vitesses.
- 1989 : apparition de la 911 Type G Speedster, produite essentiellement en version caisse large Turbo Look, à laquelle il faut ajouter quelques rares versions en caisse étroite[4].

### Porsche 911 Groupe 4
L'un des modèles qui ont marqué l'histoire de l'automobile et de la série « G » est la 911 Groupe 4, particulièrement performante à son époque et encore très présente dans les manifestations historiques pour sa fiabilité et sa polyvalence (rallyes, etc). Elle est dotée d'un moteur 3 L et de freins surdimensionnés, notamment ceux de la 930.

### Porsche 911 SC RS (1984)

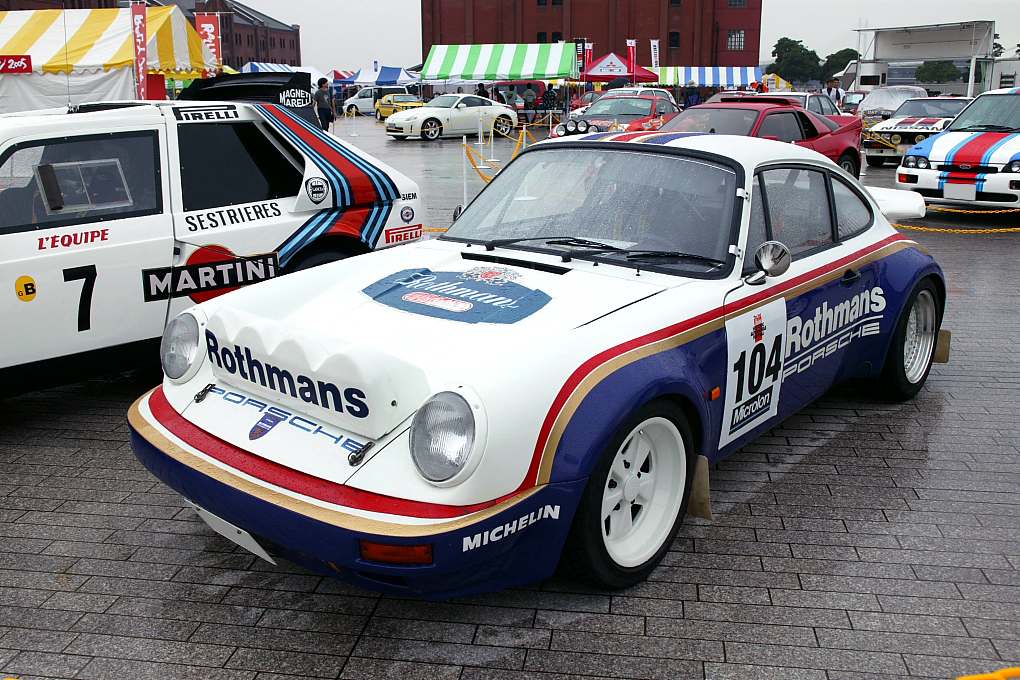
Porsche 911 SC RS.

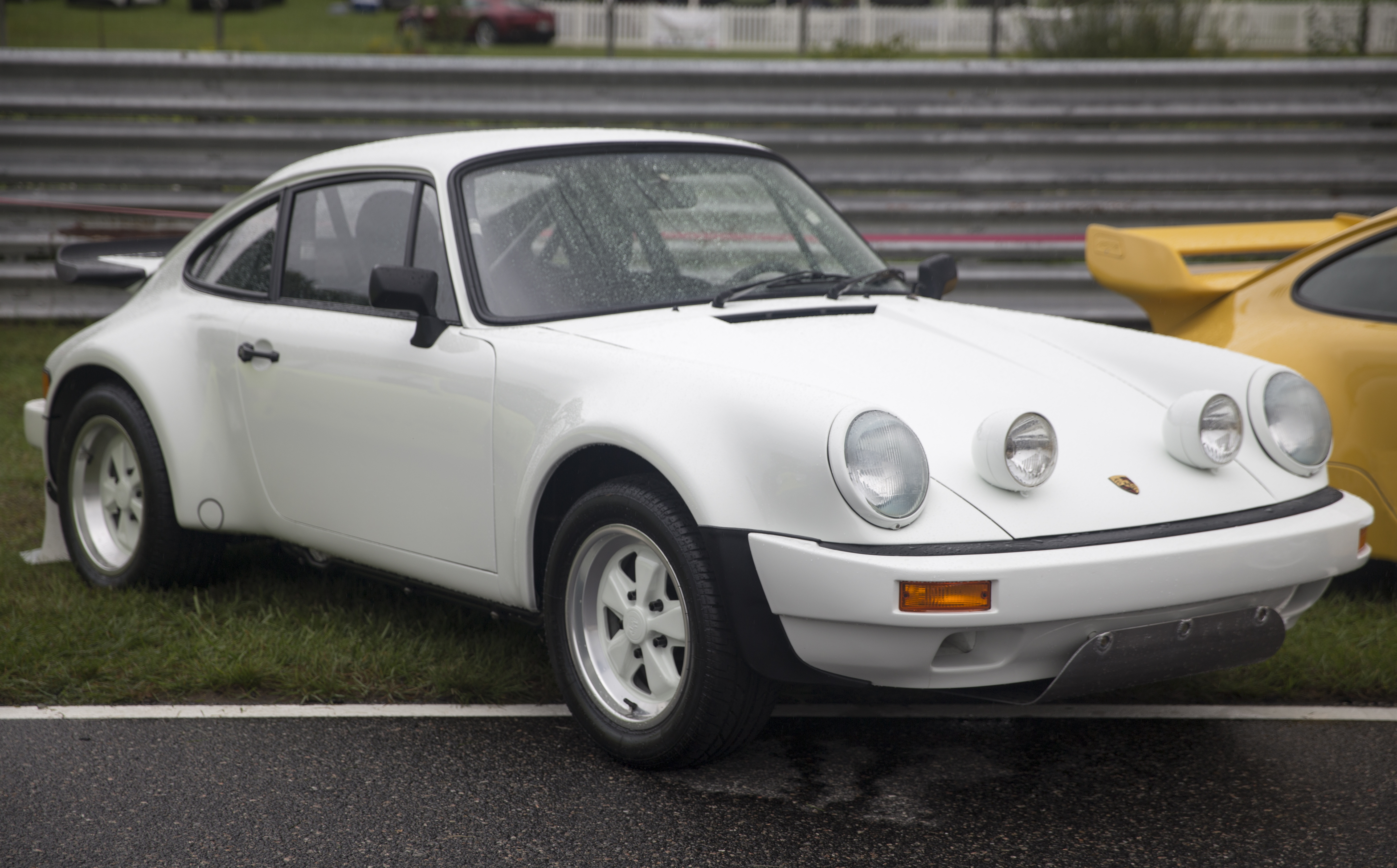
Porsche 911 3.0 SC RS de 1984

Dotée d'un moteur 6 cylindres à plat de 3 L, d'une vitesse maxi	de 255 km/h, la Porsche 911 (954) SC RS répond au seul objectif d'une homologation en Groupe B des rallyes. Sur la base d'une 911 SC, la SC RS est dépouillée  de ses insonorisants, de la banquette arrière et des garnitures. Elle adopte un vitrage plus mince, des sièges sport et des lève-vitres à manivelle et le chauffage est supprimé. Équipée de boucliers spécifiques en fibre de verre, de capots, d'ailes et de portes en aluminium, les ailes arrière sont élargies pour accueillir une monte pneumatique plus large issue de la 930 Turbo avec les jantes fuchs en 16" et les gros freins. L'aileron arrière plat est également emprunté à la 930.
Modèle conçu pour les rallyes, il est fabriqué en seulement 20 exemplaires pour l'homologation en Groupe B. Voiture pilotée notamment par Henri Toivonen.

### Porsche 911 Carrera RSR: RSR Turbo 2.1, RSR 3.0
La Porsche 911 Carrera RSR (RennSport Rennen) est une série de voitures de course développées par Porsche et homologuées pour courir dans la catégorie Groupe 4 de la fédération internationale de l'automobile et de l'Automobile Club de l'Ouest.

### Porsche 911 SC Safari

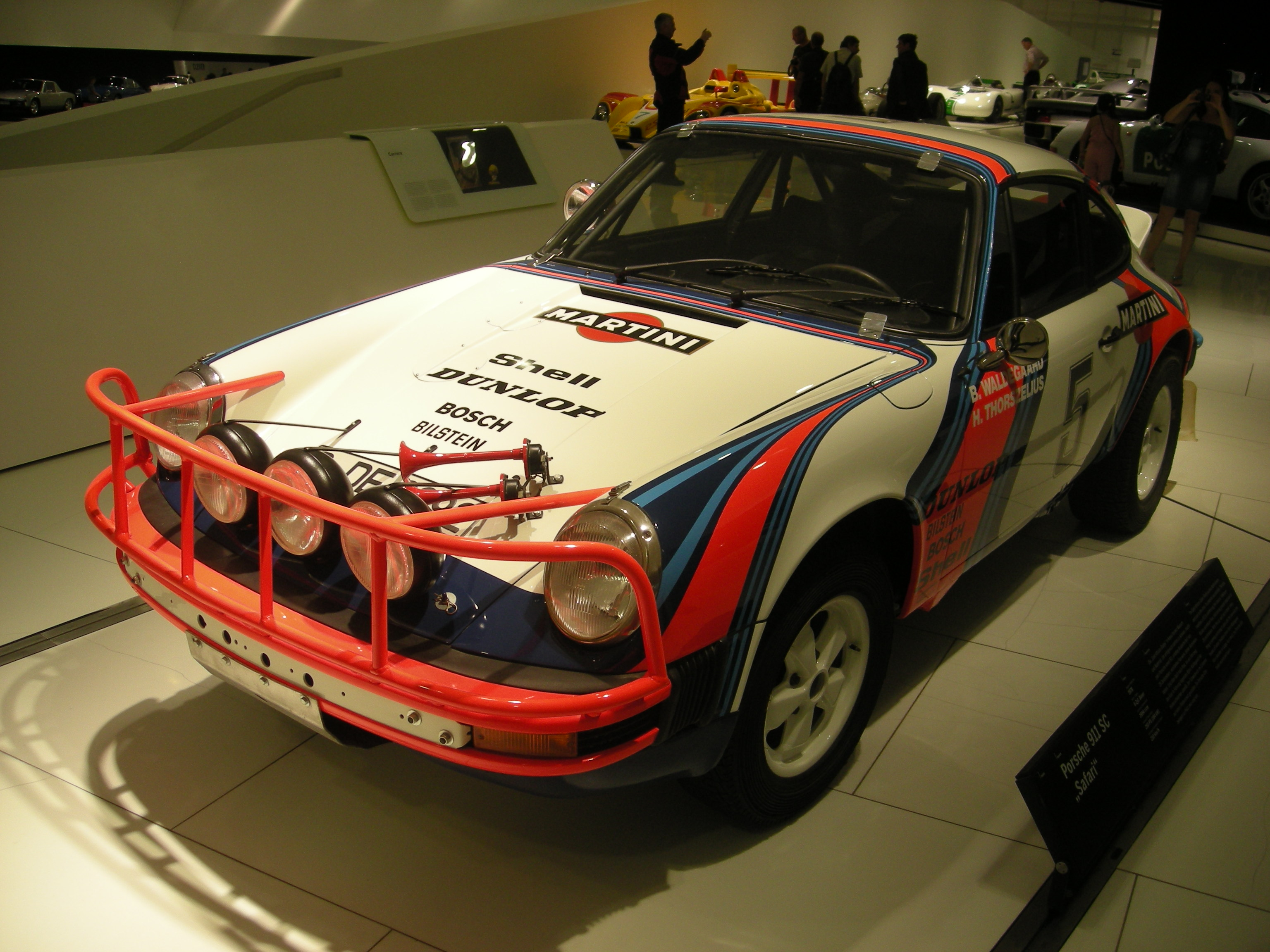
Porsche 911 SC Safari de 1978 au Porsche Museum

Doté de suspensions surélevées, de gros pneus et d'un large pare-buffle, ce modèle s'est illustré, notamment, lors du East African Safari Rally en 1978.

## Porsche 911 Turbo Look

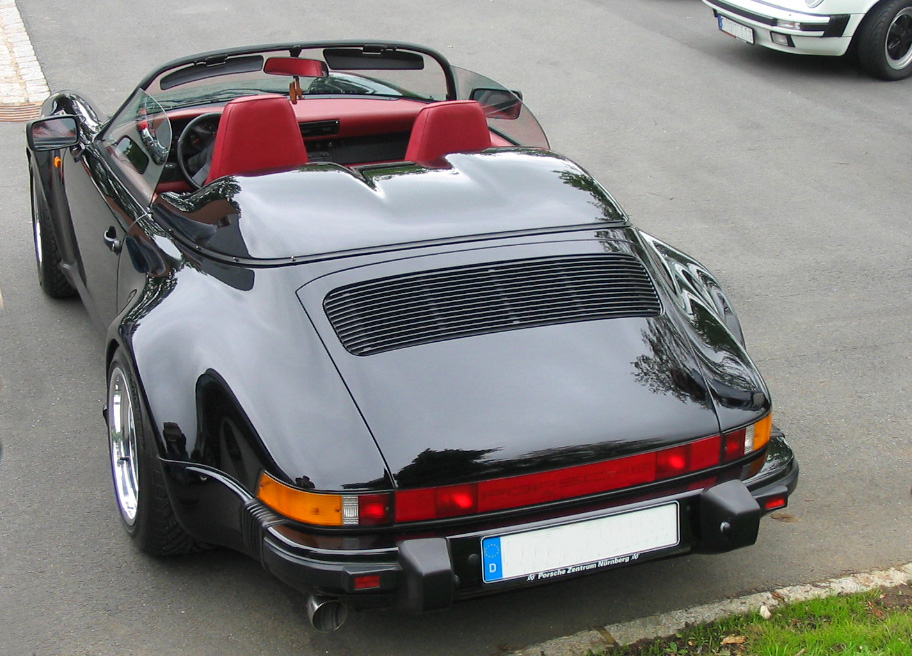
Porsche 911 3.2 Speedster Turbo-Look.

Le « Turbo Look » est une modification esthétique de la carrosserie, d'origine (usine), proposée par Porsche, d'une 911 atmosphérique dite « caisse étroite » afin d'obtenir l'aspect extérieur d'une 930 Turbo  « caisse élargie » de la même époque, à la silhouette plus agressive et trapue,. La modification d'usine (option M491 WTL) porte sur les ailes, beaucoup plus larges, le spoiler, le becquet arrière, mais aussi sur les freins ou le châssis. Elle est proposée, de 1984 à 1989, sur certains modèles dits « Turbo Look Usine » (TLU) :
- 911 (3.2) Carrera ;
- 911 (3.2) Carrera Targa. 70 voitures seront construites de 1985 à 1989 dont 27 en 1986 ;
- 911 (3.2) Carrera Cabriolet, proposée à partir de 1984. 1373 exemplaires sont produits jusqu'en 1989 dont 6 en France entre 1986 et 1987.

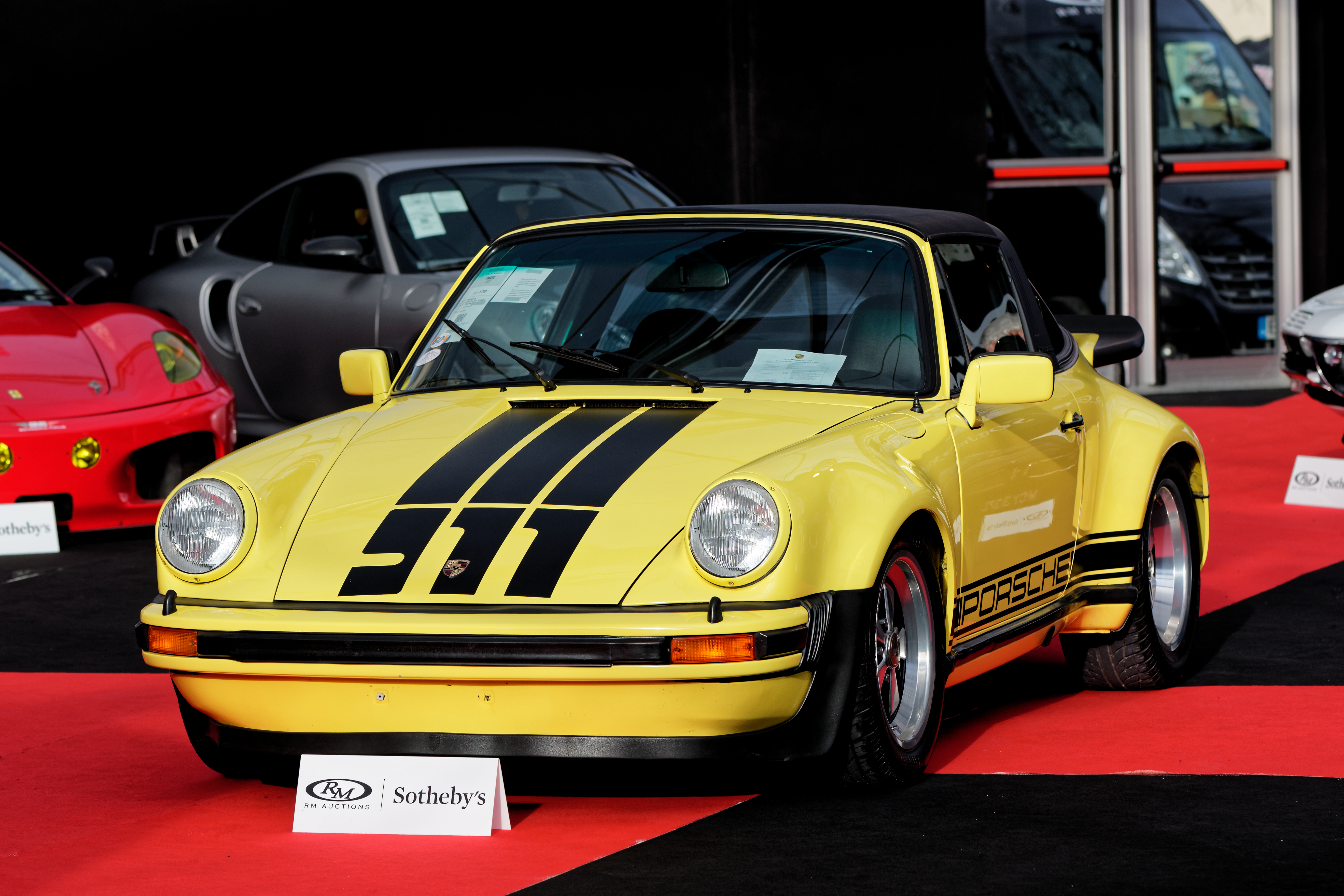
Porsche 911 Carrera 3.0 Turbo-Look Targa de 1977.

Une Porsche 911 Carrera 3.0 Turbo-Look Targa, modèle unique, a été construite par Porsche en 1977. Elle préfigure le concept Turbo- Look qui sera adopté sur les modèles cités précédemment.
Certaines 911 ont été modifiées par l'adjonction d'éléments de carrosserie Turbo Look en acier ou en polyester, vendus séparément en kits dans le commerce et montés par des préparateurs ou des particuliers, ce qui relève davantage du tuning.

## Séries spéciales
- 1978 : Porsche 911 SC Safari.
- 1981 - 1982 : Série « Ferry Porsche » ou « jubilée », tirée à 200 exemplaires pour l'Europe dont 14 pour la France. Couleur gris météor, intérieur semi-cuir Burgundy, jantes ATS en 15" (7" à l'avant et 8" à l'arrière), appui-tête signé par Ferry Porsche.
- 1984 : Début des séries Flachbau aux phares encastrés donnant un look plus moderne.
- 1985 : Les Kenwood le Mans série spéciale Sonauto : Quinze voitures sont produites.
- 1987 : Les Club sport : Puissance identique à celle de la Carrera de 1984 sans les sièges AR. Une nouvelle cartographie est développée.
- 1988 : La série Jubilée de couleur bleu diamant métal. Les sièges sont signés Ferry Porsche.
- 1989 : La Speedster avec un pare-brise abaissé, des sièges arrière retirés et une capote spécifiée non étanche. Elle existe en version normale et Turbo Look.

### source
Le contenu de cet article reprend les références des hors série flat 6 2002 et 2004 "guide d'achat Porsche 911".